# Hauptfürsorgestelle
Die Hauptfürsorgestellen der Länder in Deutschland waren bis zum Inkrafttreten des SGB IX zum 1. Juli 2001 für Aufgaben nach dem Schwerbehindertengesetz sowie dem sozialen Entschädigungsrecht nach dem Bundesversorgungsgesetz (BVG) zuständig. Die Hauptfürsorgestellen heißen seit 2024 Träger der Sozialen Entschädigung.
Die Behörde, die seit diesem Datum die Aufgaben nach dem neuen Schwerbehindertenrecht (Teil 3 SGB IX) wahrnimmt, ist nunmehr das Integrationsamt.
Die Hauptfürsorgestelle ist jedoch weiterhin zuständig für individuelle Leistungen nach dem Bundesversorgungsgesetz (BVG) an Kriegsopfer, Wehrdienstbeschädigte (Kriegsopferfürsorge), Opfer von Gewalttaten und andere Beschädigte sowie an deren Hinterbliebene. Die Hauptfürsorgestelle ist zugleich auch Rehabilitationsträger für Leistungen zur Teilhabe am Arbeitsleben und für Leistungen zur Teilhabe am Leben in der Gemeinschaft (vgl. § 6 SGB IX).
Die Hauptfürsorgestellen sind in den Bundesländern kommunal oder staatlich organisiert. In einzelnen Ländern (z. B. Nordrhein-Westfalen und Schleswig-Holstein) werden die Aufgaben der Hauptfürsorgestelle zum Teil von Fachstellen für behinderte Menschen im Beruf wahrgenommen.
Die Aufgaben der Hauptfürsorgestellen umfassen alle Leistungen der Kriegsopferfürsorge (§§ 25 ff. BVG). Für Leistungen an Sonderfürsorgeberechtigte (§ 27e BVG) ist grundsätzlich ebenfalls die Hauptfürsorgestelle zuständig.
Die Leistungen im Überblick:
- Leistungen zur Teilhabe am Arbeitsleben (§ 26 BVG) sowie Übergangsgeld (§ 26a BVG)
- Krankenhilfe (§ 26b BVG)
- Hilfe zur Pflege (§ 26c BVG)
- Leistungen zur Weiterführung des Haushalts (§ 26d BVG)
- Altenhilfe (§ 26e BVG)
- Erziehungsbeihilfe (§ 27 BVG)
- ergänzende Hilfe zum Lebensunterhalt (§ 27a BVG)
- Erholungshilfen (§ 27b BVG)
- Wohnungshilfen (§ 27c BVG)
- Hilfen in besonderen Lebenslagen (§ 26d BVG), darunter insbesondere Leistungen zur Teilhabe am Leben in der Gemeinschaft.